# Лисе (Луганський район)
Ли́се (до 1956 року — хутір Лисий) — село в Україні, у Молодогвардійській міській громаді Луганського району Луганської області. Населення становить 458 осіб. З 2014 року є окупованим.

## Географія
Географічні координати: 48°28' пн. ш. 39°35' сх. д. Часовий пояс — UTC+2. Загальна площа села — 1,948 км².
Село розташоване у східній частині Донбасу за 8 км від селища Новосвітлівка. Найближча залізнична станція — Братки, за 2 км.

## Історія
Засноване як хутір Лисий переселенцями з Конотопа, Чернігівської та Полтавської губерній, Таврії наприкінці XIX століття (приблизно у 1870 році).
У 1933–1935 роках біля сільського ставка збудовано черепичний завод. Чисельність населення почала збільшуватися.
У період масової колективізації сільського господарства було створено колгосп імені Шевченка. Увесь інвентар та домашню худобу селяни були змушені здати до колгоспу.
6 лютого 1943 року за село Лисе точилися жорстокі бої, які тривали 7 днів та забрали життя 903 радянських воїнів. Поселення було визволено 13 лютого 1943 року.
У 1965 році неподалік братської могили збудовано початкову школу, у якій також містилися сільський клуб, ФП та бібліотека.
2008 року біля села було створено полігон твердих побутових відходів ЧП Міхайліченко.

## Населення
За даними перепису 2001 року населення села становило 458 осіб, з них 62,01% зазначили рідною мову українську, 37,99% — російську.

## Пам'ятки
- Братська могила радянських воїнів (вул. Садова). В братській могилі поховані 928 воїнів. Відомі прізвища 180 з них: це воїни 2-ї та 4-ї гвардійських танкових бригад, 4-ї мотострілецької бригади, 2-го гвардійського танкового корпусу, які брали участь у звільненні села.